# Blaise Berthod
Pour les articles homonymes, voir Berthod.
Blaise Berthod (Claude-Blaise, Bertaut, Berthault) dit aussi « Berthod le châtré » ou « Berthod l’incommodé », est un chanteur castrat français, originaire du diocèse de Lyon, actif à Paris dès les années 1630 et mort en 1677.

## Biographie et carrière
C’est à l’église qu’il apparaît la première fois, étant parrain à quatre reprises d’un enfant entre juin 1632 et décembre 1648 dans deux paroisses parisiennes. Il est déjà célèbre en 1636 puisque l’Harmonie universelle le cite :
Et si l’on compare une excellente basse, comme celle du sieur Moulinier, avec un excellent dessus, comme celuy du sieur Bertaut, tous deux chantres de la musique du roi...
De là on peut supposer qu’il avait commencé à chanter dans la fin des années 1620, sans doute comme chantre de la chapelle de Louis XIII, et qu’il est né dans les années 1610. Il est le seul sopraniste castrat d’origine française qui ait été identifié. Il était également prêtre du diocèse de Lyon.
En 1639, Louis XIII l’envoie à Turin chez sa sœur la Christine de France, duchesse de Savoie, pour la divertir.
Le mémorialiste Jean Loret, qui le tenait pour un ami, donne des relations assez tardives de son activité de chanteur : en février 1655 pour une compagnie privée, d’août 1655 à avril 1660 à la chapelle du roi, d’avril 1661 à mars 1662 dans des musiques de cour. C’est lui qui relate l’épisode de juillet 1655 durant lequel une balle perdue reçue dans la gorge manque de lui faire perdre sa voix. Il consacre en mai 1658 quelques vers à sa belle voix de soprano : Cette perle de mes amis / Monsieur Berthod doit être mis / Au rang des susdites femelles ; / Car chantant doux et clair comme elles / Certainement tout auditeur / Pense et croid, de belle hauteur, / Entendant sa voix éclatante, / Que c’est une vierge qui chante.
L’office de Blaise Berthod comme chantre de la chapelle est clairement attesté dans plusieurs comptes de la Maison du roi, également tardifs : dans les deux semestres de 1664, les seconds semestres de 1668, 1670 et 1677. Comme le chanteur Jean Gaye lui succède dès janvier 1677, on sait qu’il est mort fin 1677. Il y est qualifié de « Dessus » ou « Dessus mué » et avait pour confrères Claude Le Gros, Jean-Louis Tiphaine et Louis Charpentier.
Outre sa carrière de chanteur, Berthod a pris des intérêts dans la gestion des immondices à Paris : il transige le 3 août 1649 avec la veuve Madeleine Picot pour garder la propriété de cet office et le faire exercer par qui bon lui semblera ; il envoie encore au roi le 27 avril 1665 un placet visant à obtenir la supervision les chiffonniers de Paris, et établir hors les murs des magasins pour recycler ce qui est récupérable dans les ordures parisiennes.
Concernant ses biens, on suppose qu’il avait des terres juste au nord de Bordeaux, puisqu’il obtient le 8 juillet 1649 un arrêt du Conseil du roi portant exemption de taille et dîmes aux propriétaires des marais de Ludon, Parempuyre et Blanquefort .

## Sociabilité
Berthod avait un neveu, Claude Musnier Saint-Elme, qui fut comme lui chantre de la chapelle du roi et qui se fit en avril 1600 Père de l’Oratoire (mais pas longtemps, ayant vite renoncé). En janvier 1656, Berthod l’avait soutenu lors d’un concours destiné à remplacer le chanteur Antoine Moulinié récemment décédé.
À Paris, Berthod a demeuré rue des Petits-Champs à partir de janvier 1641, puis rue de Richelieu paroisse Saint-Roch, enfin rue du Vieux-Colombier paroisse Saint-Germain des Prés. Il a connu François L'Hermite, dit Tristan L’Hermite, ayant été tous deux parties prenantes dans une transaction relative à la seigneurie de Soliers dans l’été 1639 et celui-ci lui dédie son Orphée, extrait de La Lyre parue à Paris en 1641. Il a sans doute connu également le mémorialiste Gédéon Tallemant des Réaux, qui cite à son propos de nombreuses anecdotes. Parmi elles :
Berthod l’incommodé dit à une dame : « Cherchez-vous la rue du Bout du monde’ ? la voicy. - Non », dit-elle, « je cherche la rue des Deux-Boules. - Vous n’avez pas trouvé, » répondit-il, « ce que vous cherchez. ».
Il a également reçu la visite de Christian Huygens le 21 février 1661, lors du voyage de celui-ci à Paris.

## Cures et bénéfices
Dès avant 1644, Claude-Blaise Berthod, clerc du diocèse de Lyon, était pourvu de la cure de Marboz (une paroisse au nord de Bourg-en-Bresse) : le 11 juillet 1644 il donne procuration pour résigner sa cure en faveur de son neveu Claude Musnier Saint-Elme, clerc audit diocèse. Le 5 janvier suivant, il donne une procuration similaire pour résigner cette cure à Rome au profit de Raymond Motin, prêtre au diocèse d’Évreux, moyennant 100 lt de pension annuelle.
En juin 1646, il était déjà chapelain des chapelles de Saint-Michel et de Saint-Louis du Haut Pas fondées dans la basse Sainte-Chapelle du Palais : il est cité cette année-là à propos d’un procès avec les chanoines. D’après Michel Brenet il était également chanoine de la Sainte-Chapelle de Bourges, en 1649 chanoine de Saint-Quentin, et possédait à sa mort le prieuré de Parthenay.
Le 2 septembre 1662, il reçoit du roi le bénéfice abbatial de Bois-Aubry, de l’ordre de saint Benoît (diocèse de Tours) à la suite du compositeur Jean Veillot, « pour avoir chanté devant les rois durant 40 ans ». Il se démet de ce bénéfice le 10 novembre 1675 à la réserve d’une prébende de 750 lt.